# Бальсебра
Бальсе́бра (кат. Vallcebre, вимова літературною каталанською [βəλ'sεbɾə]) - муніципалітет, розташований в Автономній області Каталонія, в Іспанії. Код муніципалітету за номенклатурою Інституту статистики Каталонії - 82938. Знаходиться у районі (кумарці) Барґаза (коди району - 14 та BD) провінції Барселона, згідно з новою адміністративною реформою перебуватиме у складі Баґарії (округи) Центральна Каталонія. 

## Назва муніципалітету
Назва муніципалітету походить з лат. valle cypri, що означає "оливкова долина".

## Населення
Населення міста (у 2007 р.) становить 269 осіб (з них менше 14 років - 8,6%, від 15 до 64 - 63,9%, понад 65 років - 27,5%). У 2006 р. народжуваність склала 0 осіб, смертність - 2 особи, зареєстровано 0 шлюбів. У 2001 р. активне населення становило 96 осіб, з них безробітних - 5 осіб.

Серед осіб, які проживали на території міста у 2001 р., 226 народилися в Каталонії (з них 191 особа у тому самому районі, або кумарці), 27 осіб приїхало з інших областей Іспанії, а 1 особа приїхала з-за кордону. 

Вищу освіту має 8,3% усього населення. 

У 2001 р. нараховувалося 95 домогосподарств (з них 18,9% складалися з однієї особи, 33,7% з двох осіб,25,3% з 3 осіб, 13,7% з 4 осіб, 3,2% з 5 осіб, 3,2% з 6 осіб, 1,1% з 7 осіб, 1,1% з 8 осіб і 0% з 9 і більше осіб).

Активне населення міста у 2001 р. працювало у таких сферах діяльності : у сільському господарстві - 7,7%, у промисловості - 19,8%, на будівництві - 23,1% і у сфері обслуговування - 49,5%. 

 У муніципалітеті або у власному районі (кумарці) працює 35 осіб, поза районом - 61 особа.

### Безробіття
У 2007 р. нараховувалося 8 безробітних (у 2006 р. - 11 безробітних), з них чоловіки становили 25%, а жінки - 75%.

## Економіка

### Підприємства міста

#### Промислові підприємства
| \| Промислові підприємства міста, за сферою діяльності \| Промислові підприємства міста, за сферою діяльності \| Промислові підприємства міста, за сферою діяльності \| \| Рік \| 2002 р. \| 2001 р. \| \| --------------------------------------------------- \| --------------------------------------------------- \| --------------------------------------------------- \| \| Енергетичні та водні ресурси \| 0% \| 0% \| \| Хімія та метали \| 0% \| 0% \| \| Переробка металів \| 0% \| 0% \| \| Продукти харчування \| 0% \| 0% \| \| Текстиль \| 75% \| 75% \| \| Виробництво меблів, видання \| 25% \| 25% \| \| Інше \| 0% \| 0% \| \| Усього підприємств \| 4 \| 4 \| |         |         |
| Промислові підприємства міста, за сферою діяльності |         |         |
| Рік | 2002 р. | 2001 р. |
| Енергетичні та водні ресурси | 0%      | 0%      |
| Хімія та метали | 0%      | 0%      |
| Переробка металів | 0%      | 0%      |
| Продукти харчування | 0%      | 0%      |
| Текстиль | 75%     | 75%     |
| Виробництво меблів, видання | 25%     | 25%     |
| Інше | 0%      | 0%      |
| Усього підприємств | 4       | 4       |

#### Роздрібна торгівля
| \| Підприємства роздрібної торгівлі міста, за сферою діяльності \| Підприємства роздрібної торгівлі міста, за сферою діяльності \| Підприємства роздрібної торгівлі міста, за сферою діяльності \| \| Рік \| 2002 р. \| 2001 р. \| \| ------------------------------------------------------------ \| ------------------------------------------------------------ \| ------------------------------------------------------------ \| \| Продукти харчування \| 50% \| 50% \| \| Одяг та взуття \| 0% \| 0% \| \| Товари для дому \| 0% \| 0% \| \| Книги та періодичні видання \| 0% \| 0% \| \| Промислова хімічна продукція \| 0% \| 0% \| \| Продукція, пов'язана з транспортними засобами \| 0% \| 0% \| \| Інше \| 50% \| 50% \| \| Усього підприємств \| 2 \| 2 \| |         |         |
| Підприємства роздрібної торгівлі міста, за сферою діяльності |         |         |
| Рік | 2002 р. | 2001 р. |
| Продукти харчування | 50%     | 50%     |
| Одяг та взуття | 0%      | 0%      |
| Товари для дому | 0%      | 0%      |
| Книги та періодичні видання | 0%      | 0%      |
| Промислова хімічна продукція | 0%      | 0%      |
| Продукція, пов'язана з транспортними засобами | 0%      | 0%      |
| Інше | 50%     | 50%     |
| Усього підприємств | 2       | 2       |

#### Сфера послуг
| \| Підприємства міста, що працюють у сфері послуг, за діяльністю \| Підприємства міста, що працюють у сфері послуг, за діяльністю \| Підприємства міста, що працюють у сфері послуг, за діяльністю \| \| Рік \| 2002 р. \| 2001 р. \| \| ------------------------------------------------------------- \| ------------------------------------------------------------- \| ------------------------------------------------------------- \| \| Гуртова торгівля \| 0% \| 0% \| \| Готелі та готельний бізнес \| 66,7% \| 66,7% \| \| Транспорт та зв'язок \| 0% \| 0% \| \| Посередницькі фінансові послуги \| 33,3% \| 33,3% \| \| Послуги підприємствам \| 0% \| 0% \| \| Послуги фізичним особам \| 0% \| 0% \| \| Нерухомість та ін. \| 0% \| 0% \| \| Усього підприємств \| 3 \| 3 \| |         |         |
| Підприємства міста, що працюють у сфері послуг, за діяльністю |         |         |
| Рік | 2002 р. | 2001 р. |
| Гуртова торгівля | 0%      | 0%      |
| Готелі та готельний бізнес | 66,7%   | 66,7%   |
| Транспорт та зв'язок | 0%      | 0%      |
| Посередницькі фінансові послуги | 33,3%   | 33,3%   |
| Послуги підприємствам | 0%      | 0%      |
| Послуги фізичним особам | 0%      | 0%      |
| Нерухомість та ін. | 0%      | 0%      |
| Усього підприємств | 3       | 3       |

## Житловий фонд
У 2001 р. 3,2% усіх родин (домогосподарств) мали житло метражем до 59 м2, 35,8% - від 60 до 89 м2, 34,7% - від 90 до 119 м2 і
26,3% - понад 120 м2.

З усіх будівель у 2001 р. 45,6% було одноповерховими, 45,6% - двоповерховими, 8,9
% - триповерховими, 0% - чотириповерховими, 0% - п'ятиповерховими, 0% - шестиповерховими,
0% - семиповерховими, 0% - з вісьмома та більше поверхами.

## Автопарк
| \| Автомобілі, зареєстровані у місті, за призначенням \| Автомобілі, зареєстровані у місті, за призначенням \| Автомобілі, зареєстровані у місті, за призначенням \| \| Рік \| 2006 р. \| 2005 р. \| \| -------------------------------------------------- \| -------------------------------------------------- \| -------------------------------------------------- \| \| Приватні автомобілі \| 58,8% \| 59,2% \| \| Мотоцикли \| 7,4% \| 7,5% \| \| Вантажівки \| 32,5% \| 33,3% \| \| Трактори \| 0% \| 0% \| \| Автобуси та ін. \| 1,2% \| 0% \| \| Усього автомобілів \| 243 шт. \| 228 шт. \| |         |         |
| Автомобілі, зареєстровані у місті, за призначенням |         |         |
| Рік | 2006 р. | 2005 р. |
| Приватні автомобілі | 58,8%   | 59,2%   |
| Мотоцикли | 7,4%    | 7,5%    |
| Вантажівки | 32,5%   | 33,3%   |
| Трактори | 0%      | 0%      |
| Автобуси та ін. | 1,2%    | 0%      |
| Усього автомобілів | 243 шт. | 228 шт. |

## Вживання каталанської мови
У 2001 р. каталанську мову у місті розуміли 100% усього населення (у 1996 р. - 99,3%), вміли говорити нею 90,8% (у 1996 р. - 
94,1%), вміли читати 78,3% (у 1996 р. - 71,7%), вміли писати 46,2
% (у 1996 р. - 36,4%). Не розуміли каталанської мови 0%.

## Політичні уподобання
У виборах до Парламенту Каталонії у 2006 р. взяло участь 159 осіб (у 2003 р. - 179 осіб). Голоси за політичні сили розподілилися таким чином:
| \| Вибори до Парламенту Каталонії \| Вибори до Парламенту Каталонії \| Вибори до Парламенту Каталонії \| \| Рік \| 2006 р. \| 2003 р. \| \| -------------------------------------- \| ------------------------------ \| ------------------------------ \| \| Конвергенція та Єднання (CiU) \| 48,4% \| 43,6% \| \| Соціалістична партія Каталонії (PSC) \| 18,9% \| 21,8% \| \| Народна партія (PP) \| 0,6% \| 1,7% \| \| Ініціатива за зелену Каталонію (IC) \| 5,7% \| 0,6% \| \| Республіканська лівиця Каталонії (ERC) \| 23,9% \| 32,4% \| \| Громадянська партія (C's) \| 0% \| 0% \| \| Інші \| 2,5% \| 0% \| |         |         |
| Вибори до Парламенту Каталонії |         |         |
| Рік | 2006 р. | 2003 р. |
| Конвергенція та Єднання (CiU) | 48,4%   | 43,6%   |
| Соціалістична партія Каталонії (PSC) | 18,9%   | 21,8%   |
| Народна партія (PP) | 0,6%    | 1,7%    |
| Ініціатива за зелену Каталонію (IC) | 5,7%    | 0,6%    |
| Республіканська лівиця Каталонії (ERC) | 23,9%   | 32,4%   |
| Громадянська партія (C's) | 0%      | 0%      |
| Інші | 2,5%    | 0%      |

У муніципальних виборах у 2007 р. взяло участь 97 осіб (у 2003 р. - 195 осіб). Голоси за політичні сили розподілилися таким чином:
| \| Муніципальні вибори \| Муніципальні вибори \| Муніципальні вибори \| \| Рік \| 2007 р. \| 2003 р. \| \| -------------------------------------- \| ------------------- \| ------------------- \| \| Конвергенція та Єднання (CiU) \| 100% \| 72,8% \| \| Соціалістична партія Каталонії (PSC) \| 0% \| 27,2% \| \| Народна партія (PP) \| 0% \| 0% \| \| Ініціатива за зелену Каталонію (IC) \| 0% \| 0% \| \| Республіканська лівиця Каталонії (ERC) \| 0% \| 0% \| \| Громадянська партія (C's) \| 0% \| 0% \| \| Інші \| 0% \| 0% \| |         |         |
| Муніципальні вибори |         |         |
| Рік | 2007 р. | 2003 р. |
| Конвергенція та Єднання (CiU) | 100%    | 72,8%   |
| Соціалістична партія Каталонії (PSC) | 0%      | 27,2%   |
| Народна партія (PP) | 0%      | 0%      |
| Ініціатива за зелену Каталонію (IC) | 0%      | 0%      |
| Республіканська лівиця Каталонії (ERC) | 0%      | 0%      |
| Громадянська партія (C's) | 0%      | 0%      |
| Інші | 0%      | 0%      |